# Ostré (Wielka Fatra)
Ostré (1067 m) – szczyt w Wielkiej Fatrze na Słowacji. Wznosi się w jej części zwanej Szypską Fatrą.
Masyw Ostrégo zbudowany jest ze skał wapiennych. Wznosi w widłach Wagu i potoku Komjatná. Na dnie doliny Wagu u południowych podnóży Ostrégo znajduje się w tym miejscu niewielkie rozszerzenie zajęte przez zabudowania wsi Švošov. Południowo-wschodnie stoki Ostrégo opadają do Komjatnianskiej doliny. W kierunku północno-wschodnim od Ostrégo biegnie grzbiet Hrdoš, w którym wyróżniają się trzy mało wybitne wzniesienia. Najbardziej wysunięte na północ to Hrdošná skala (902 m). Po północno-zachodniej stronie wierzchołka Ostrégo znajduje się przełęcz Sedlo pod Ostrým, oddzielająca go od grzbietu Havran opadającego w południowo-zachodnim kierunku do Wagu. Między Havran a południowe stoki Ostrégo wcina się dolinka niewielkiego potoku uchodzącego do Wagu.
Od szczytu Ostrégo w południowo-zachodnim kierunku opada krótki grzbiet. Na jego końcu, w miejscu, gdzie grzbiet załamuje się (z mało stromego przechodzi w bardziej stromy) znajdują się skały. Na skałach tych zamontowano Križ na Hrdoši. Skały przy krzyżu są dobrym punktem widokowym na dolinę Wagu i Wielką Fatrę. Jest to Švošovská vyhliadka. Poniżej niej stok na pewnej jeszcze długości porasta lasem, ale poniżej lasu znajduje się pas stromego, trawiastego stoku opadający do doliny Wagu. Pod lasem, w górnej części tego trawnika znajduje się turisticka chata BENY- Švošov. Poza tym cały masyw Ostrégo porasta las.
U południowych podnóży Ostrégo znajduje się jaskinia Zbojnicka diera.
Na Ostré można wyjść znakowanymi szlakami z wszystkich miejscowości znajdujących się u jego podnóży: Komjatná, Žaškov, Stankovany, Ľubochňa, Švošov.